# Bosut
Bosut (srbsky Босут, maďarsky Báza) je řeka na pomezí Chorvatska a Srbska, v oblasti Srem. Je dlouhá 120 km (se zdrojnicí Biđ 186 km) a povodí činí přes 3000 km³. Největším sídlem na toku je město Vinkovci.
Vzniká ve vesnici Cerna soutokem říček Berava a Biđ. Celý tok se nachází v ploché nížině s téměř nulovým spádem. U stejnojmenné srbské vesnice se vlévá zleva do Sávy.

## Sídla ležící u břehu řeky

### Chorvatsko
Cerna, Andrijaševci, Rokovci, Vinkovci, Privlaka, Nijemci, Podgrađe, Apševci, Lipovac

### Srbsko
Batrovci, Morović, Višnjićevo, Bosut

## Přítoky

###### Zprava
Berava (zdrojnice), Spačva, Kanal, Studva

###### Zleva
Biđ (zdrojnice), Savak